# Чина пальчатая
Чина пальчатая, Горошек пальчатый (лат. Lathyrus digitatus) — растение рода Чина, семейства бобовых (Fabaceae).

## Общая биоморфологическая характеристика

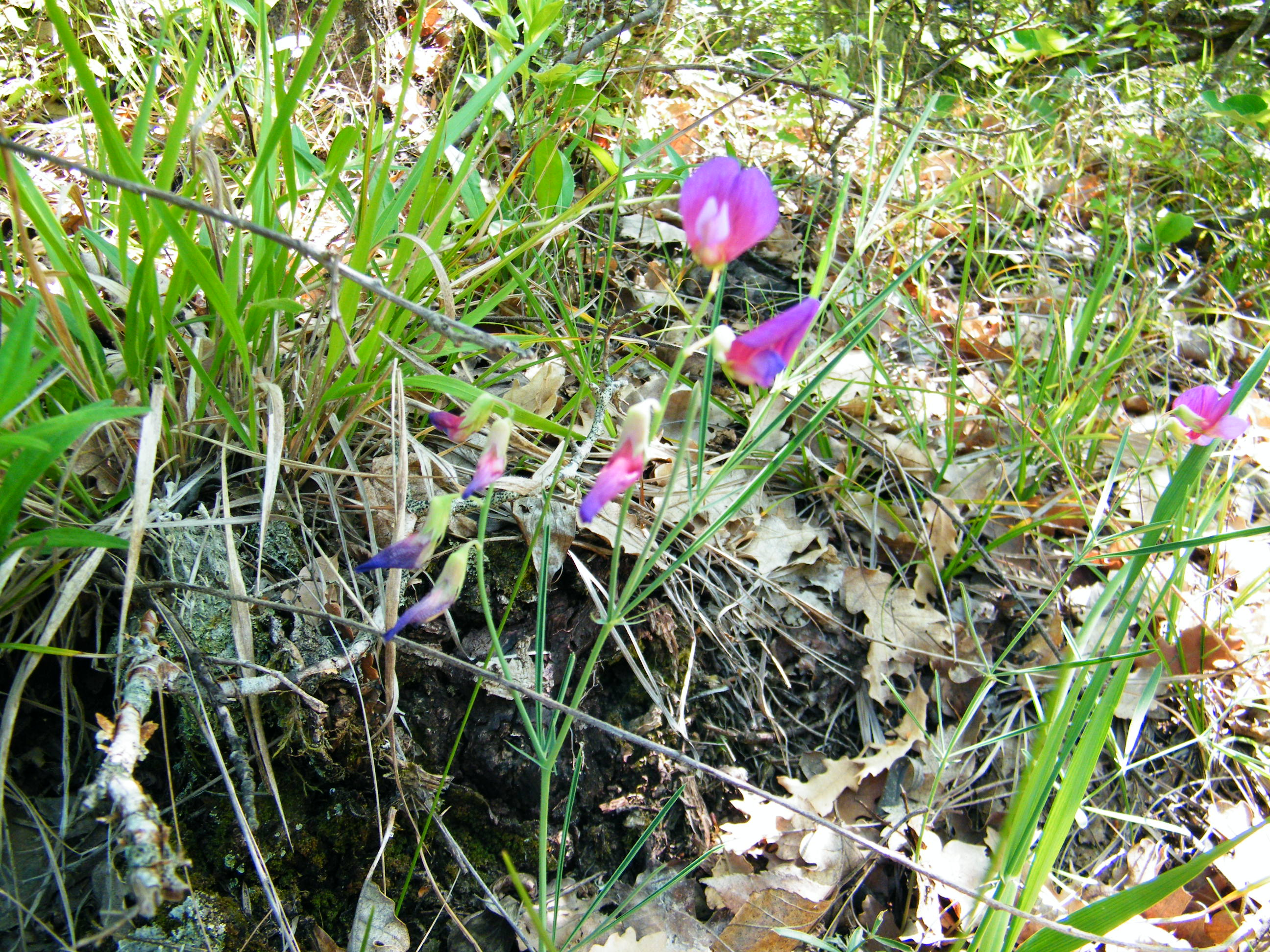
Чина пальчатая в районе бухты Ласпи

Многолетнее травянистое растение с тонкими стеблями 15 — 40 см высотой. Листья очередные, почти сидячие, состоят — нижние из 4-х, верхние с 2-х ланцетных или линейно-ланцетных, сближенных, пальчато расположенных, листочков. Прилистники ланцетные, длиной 12 мм, длиннее короткого черешка более чем в 2 раза. Соцветие пазушные, 1 — 4-цветковые. Чашечка 6 — 9 мм длиной. Венчик 1,5 — 2 см длиной, пурпурно-фиолетовый, яркий. Бобы линейные, голые, от 3,5 до 5,5 см длиной.

## Распространение и местообитания
Африка: Тунис, Ливия
Азия: Турция, Ливан
Европа: Армения, Азербайджан, Грузия, Российская Федерация (Чечено-Ингушетия, Дагестан, Кабардино-Балкария, Карачаево-Черкесия, Северная Осетия, Краснодарский край, Ставропольский край), Восточное Средиземноморье: Италия (только в горах в южной части полуострова), Албания, Болгария, бывшая Югославия, Греция
Растёт в светлых лесах и кустарниках горного Крыма, особенно на Южном берегу Крыма.

## Экология
Растет в каменистых местах на светлых сосновых или дубовых лесах и в вечнозеленых кустарниках, на высотах 200—1500 м над уровнем моря.

## Таксономия
Lathyrus digitatus (M.Bieb.) Fiori, 1900, Flora Analitica d'Italia 2: 105.
Синонимы
- Lathyrus cyaneus (Steven) K.Koch
- Lathyrus cyanus (Steven) K.Koch orth. var.
- Lathyrus sessilifolius (Sibth. & Sm.) Ten.
- Lathyrus tempskyanus (Freyn & Sint.) K.Maly
- Orobus cyaneus Steven
- Orobus digitatus M.Bieb.
- Orobus sessilifolius Sibth. & Sm.